# Atrichopogon talarum
Atrichopogon talarum är en tvåvingeart som beskrevs av Gustavo R. Spinelli 1982. Atrichopogon talarum ingår i släktet Atrichopogon och familjen svidknott. Inga underarter finns listade i Catalogue of Life.